# Historical Materialism (czasopismo)
Historical Materialism (pol. Materializm historyczny) - interdyscyplinarne czasopismo mające na celu prowadzenie badań i rozwijanie krytycznego i eksplanacyjnego potencjału teorii marksistowskiej. Czasopismo powstało jako projekt badawczy w ramach London School of Economics w latach 1995–1998. Od 1997 roku ukazuje się jako niezależne wydawnictwo publikowane w międzynarodowej oficynie wydawniczej Brill z siedzibą w Leiden (Holandia).
Komitet redakcyjny czasopisma składa się z wielu wiodących współczesnych marksistów takich jak Gilbert Achcar, Christopher Arthur, Werner Bonefeld, Robert Brenner, Alex Callinicos, Mike Davis, Terry Eagleton, Maurice Godelier, John Holloway, Fredric Jameson, Bob Jessop, Michael Lebowitz, István Mészáros, Antonio Negri, Kees Van der Pijl, Moishe Postone, Justin Rosenberg, Anwar Shaikh, Neil Smith, Enzo Traverso, Ellen Meiksins Wood, Erik Olin Wright i inni.
Zespół redakcyjny składa się z następujących osób: Alex Anievas, Sam Ashman, Paul Blackledge, Sebastian Budgen, Liam Campling, Alejandro Colás, Demet Dinler, James Furner, Esther Leslie, Matteo Mandarini, China Miéville, Gozalo Pozo, Paul Reynolds, Alfredo Saad-Filho, Guido Starosta, Peter Thomas, Alberto Toscano i Mike Wayne.
Czasopismo prowadzi od 2002 roku własną książkową serię wydawniczą: Historical Materialism Book Series (Seria książkowa Historical Materialism).